# Miguel Constansó

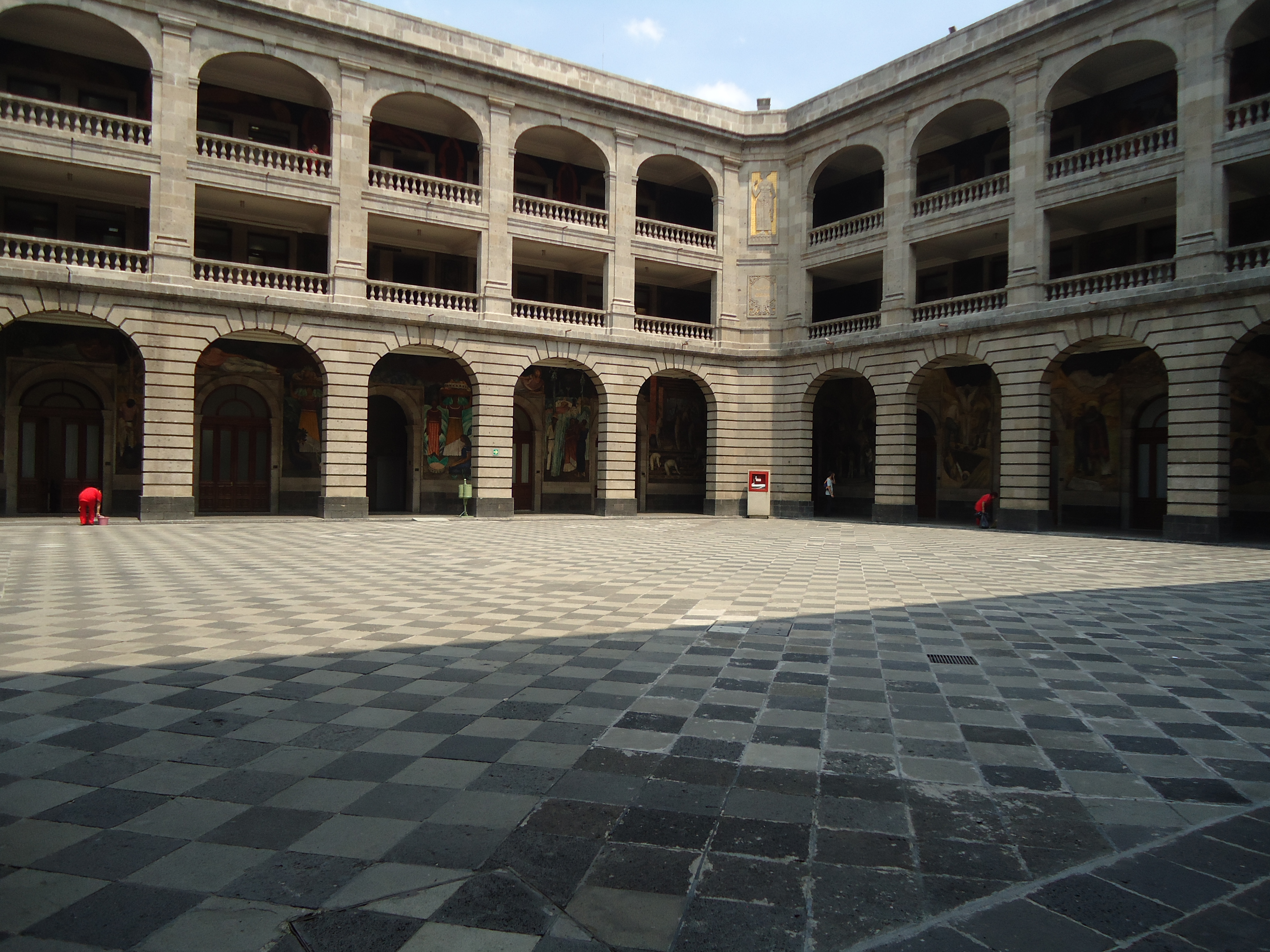
Claustro del Convento de la Encarnación en Ciudad de México.

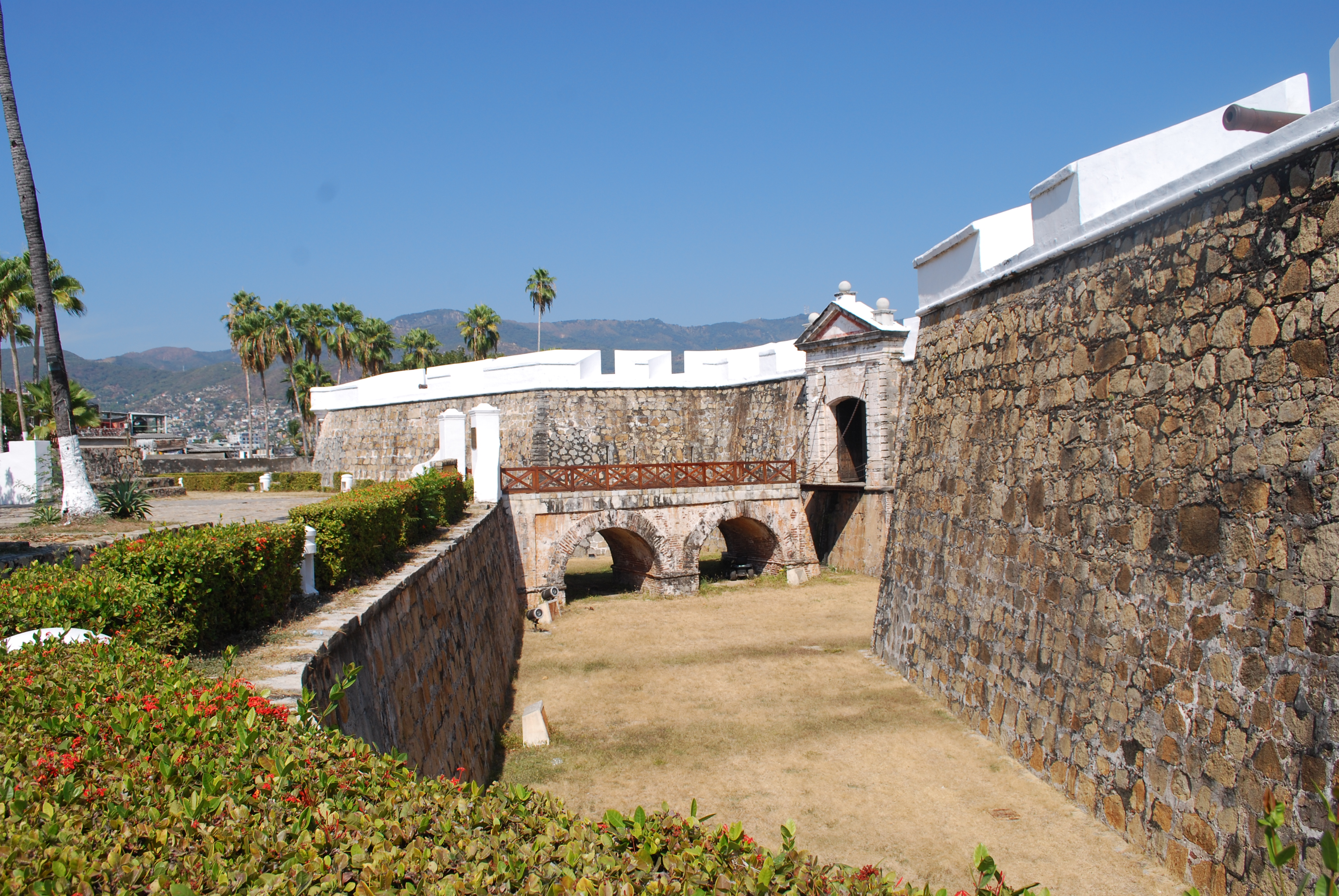
Fuerte de San Diego en Acapulco.

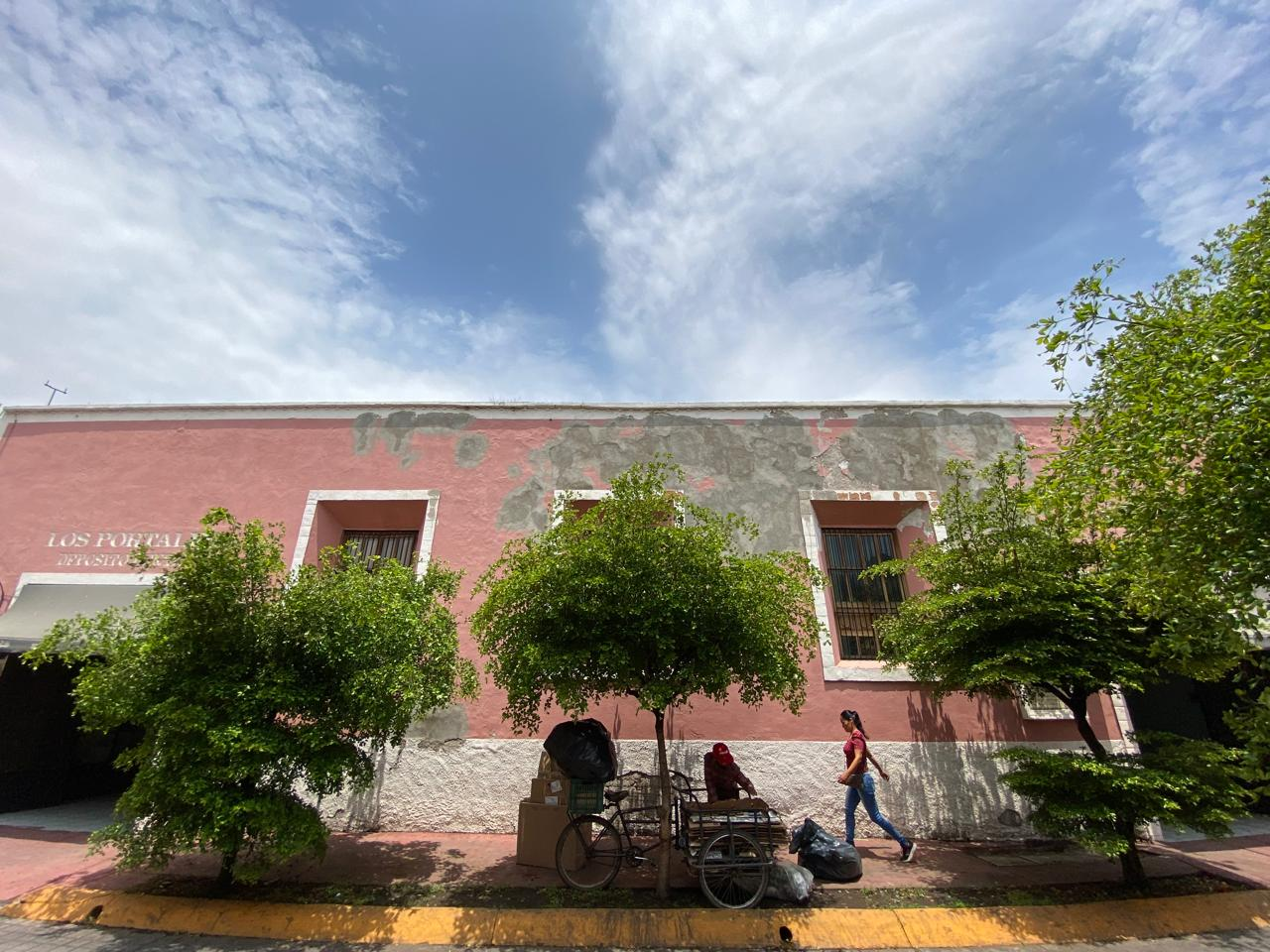
Antiguos dormitorios del cuartel de la compañía de infantería de San Blas en Tepic.

Miguel Constanzó (Barcelona, agosto de 1741-Ciudad de México, 27 de septiembre de 1814) fue un ingeniero militar y cartógrafo español de finales del siglo XVIII y principios del siglo XIX; formó parte de la expedición de exploración de la  Alta California liderada por Gaspar de Portolá y Junípero Serra, en la que iba embarcado como cartógrafo e ingeniero. Es considerado uno de los mejores exponentes del estilo neoclásico en la Nueva España. Realizó trabajos tanto en edificios militares e industriales, como civiles y religiosos así como importantes trabajos cartográficos. Fue profesor y consiliario de la Real Academia de San Carlos. Introdujo el aprendizaje de la geometría.

## Biografía
En 1762 ingresó al Real Cuerpo de Ingenieros y estuvo de servicio en Cataluña y Granada. En 1764 fue enviado a la Nueva España. Su gran resistencia al clima y a las enfermedades le permitió realizar largos viajes y trabajar durante largos periodos en lugares inhóspitos e insalubres, como los puertos de la época, de los cuales, por orden del visitador José de Gálvez, realizó el plano del puerto de San Blas y en la Baja California, de las bahías de La Paz y San Bernabé. En la Alta California elaboró el plano de la bahía de San Diego y de la bahía de Monterrey. También realizó los realizó los mapas de los litorales del golfo de California.
En 1771 llegó a la Ciudad de México y se dedicó a la arquitectura, realizando la ampliación de la Casa de moneda y la adaptación del seminario jesuita de San Andrés para establecer el hospital general.
En 1776 se trasladó a Acapulco, para reconocer los daños que un terremoto había causado al Fuerte de San Diego y proyectó la construcción del nuevo fuerte. También intervino caminos y presas y trabajó -como la mayoría de los arquitectos destacados del periodo colonial-, en la obra del desagüe de la Ciudad de México. En 1795 realizó su obra más conocida, que es el claustro del Convento de la Encarnación, en Ciudad de México. También elaboró los planos para el jardín botánico de la Ciudad de México, proyecto que finalmente no se llevó a cabo.

## La Real Fábrica de Tabacos
En 1793 le fue encomendado el proyecto para la construcción del edificio que albergaría a la Real Fábrica de Tabacos junto con el primer director de la Academia de San Carlos José Antonio González Velázquez. El proyecto databa de 1786 y había tenido varios cambios en la dirección y planeación de la obra, siendo suspendido en varias ocasiones. Constanzó y el arquitecto González Velázquez trabajaron en el hasta 1797 cuando fue suspendido de nueva cuenta. Siete años más tarde el virrey Iturrigaray retomó el proyecto en 1804 quedando al frente de la construcción el arquitecto Ignacio Castera, quien concluyó la obra en 1807.

## Obras destacadas
- Claustro del Convento de la Encarnación, en la Ciudad de México.
- Fuerte de San Diego, en Acapulco, 1776-1783.
- Palacio de Gobierno de San Luis Potosí, 1770.
- Ampliación de la Casa de moneda de la Ciudad de México, 1772-1779.
- Casa de ensaye en Zacatecas con José Pulgar, 1799[6] -1806.[7]
- Real fábrica de pólvora de Santa Fe, 1779.
- Adaptación del Hospital General de san Andrés en la Ciudad de México , 1772-1775. (Destruido)
- Cuartel de caballería del puente de Peredo, con Manuel Tolsá, 1808-1809.[8] (Destruido)
- Cuartel de la Compañía de la Infantería de San Blas en Tepic, 1787. (Destruido en su mayor parte)

Las adaptaciones de la planta alta del edificio de las oficinas del Cabildo Metropolitano Catedral de México para albergar la Biblioteca Pública de la Catedral Metropolitana de México

## Obras
- «Diario Histórico» (1770)
- «Diario del viaje de tierra hecho al norte de la California» (1770)